# Agastache cana
Agastache cana là một loài thực vật có hoa trong họ Hoa môi. Loài này được (Hook.) Wooton & Standl. mô tả khoa học đầu tiên năm 1913.